# 549961 Földesistván
549961 Földesistván è un asteroide della fascia principale. Scoperto nel 2011, presenta un'orbita caratterizzata da un semiasse maggiore pari a 2,6290275 au e da un'eccentricità di 0,1415820, inclinata di 12,00893° rispetto all'eclittica.